# سوناریکا بهادریا
سوناریکا بهادریا (انگلیسی: Sonarika Bhadoria؛ زادهٔ ۳ دسامبر ۱۹۹۲) یک هنرپیشه اهل هند است.
از فیلم‌ها یا مجموعه‌های تلویزیونی که وی در آن‌ها نقش داشته‌است می‌توان به برای عشقم جان می‌دهم، تند و تیز اشاره نمود.